# دارسي كلاي
دارسي كلاي (بالإنجليزية: Darcy Clay)‏ هو موسيقي نيوزيلندي، ولد في 12 ديسمبر 1972، وتوفي في 15 مارس 2012.

## وصلات خارجية
- دارسي كلاي على موقع ميوزك برينز (الإنجليزية)
- دارسي كلاي على موقع ديسكوغز (الإنجليزية)